# Hillegom
Hillegom és un municipi de la província d'Holanda del Sud, al sud dels Països Baixos. L'1 de gener del 2009 tenia 20.425 habitants repartits sobre una superfície de 13,48 km² (dels quals 0,57 km² corresponen a aigua). Limita amb Bloemendaal, Bennebroek (al nord), Haarlemmermeer (a l'est), Lisse (al sud), i Noordwijkerhout (a l'oest).

## Evolució de la població
- 1899: 5,361
- 1930: 10,812
- 1960: 14,789
- 1970: 16,963
- 1980: 17,937
- 1990: 19,885
- 2000: 20,664
- 2004: 20,588
- 2006: 20,317

## Ajuntament
- VVD 5 regidors
- CDA 4 regidors
- PvdA 3 regidors
- AHW (Fractie Van Andel, Heemskerk en De Wit) 3 regidors
- GroenLinks, 2 regidors
- BBH (Bevolkings Belangen Hillegom) 1 regidor
- Lijst Wil van Aken 1 regidor